# The Hermit's Gold
The Hermit's Gold è un cortometraggio muto del 1911 diretto da Allan Dwan

## Produzione
Il film fu prodotto dalla Flying A (American Film Manufacturing Company).

## Distribuzione
Distribuito dalla Motion Picture Distributors and Sales Company, il film - un cortometraggio in una bobina - uscì nelle sale cinematografiche USA il 22 giugno 1911. Ne fu fatta una riedizione che venne distribuita negli Stati Uniti il 17 febbraio 1917.